# Гудескальк (герцог Пармы)
Гудескальк (лат. Gudescalcus; умер не ранее 603) — лангобардский герцог Пармы в начале VII века.

## Биография
Основной нарративный источник о Гудескальке — «История лангобардов» Павла Диакона. Позднее эти же свидетельства привёл в своей «Книге об архиепископах Равенны» Агнелл Равеннский. О связанных с Гудескальком событиях сообщается и в «Копенгагенском продолжении „Хроники“ Проспера Аквитанского».
О происхождении Гудескалька сведений в средневековых источниках не сохранилось. Известно, что он был женат на дочери правителя Лангобардского королевства Агилульфа от первого брака с сестрой Аутари. Имя супруги Гудескалька неизвестно. Когда и при каких обстоятельствах был заключён этот брак — не установлено. В трудах современных историков Гудескальк называется дуксом (герцогом) Пармы.
В 601 году после двухлетнего перемирия византийский экзарх Равенны Каллиник возобновил военные действия против короля Агилульфа. Византийцам удалось неожиданно для лангобардов захватить Парму, пленив находившихся здесь Гудескалька, его супругу и домочадцев. Все они были отправлены в Равенну. В ответ Агилульф провёл несколько успешных походов против византийцев, что вынудило императора Фоку в июне 602 года сместить Каллиника и заменить его Смарагдом. Ещё бо́льших успехов лангобарды достигли в 603 году. В результате Смарагд в ноябре того же года заключил с Агилульфом новое двухлетнее перемирие. Проведшие два года в плену дочь короля, её муж и сын были освобождены и возвратились в Парму. Было возвращено и всё захваченное византийцами в Парме имущество. После истечения заключённого в 603 году перемирия военные действия между лангобардами и византийцами возобновились.
Вскоре после возвращения из плена жена Гудескалька скончалась во время тяжёлых родов. О дальнейшей судьбе самого герцога Пармы сведений не сохранилось.